# 鈴木淳一 (アナウンサー)
鈴木 淳一(すずき じゅんいち、1965年10月11日 - )は、北海道のフリーアナウンサー、北海道テレビ放送(HTB)の元アナウンサー。A型。

## 略歴
北海道札幌市出身。北海学園大学法学部を卒業し、2000年4月にHTBに入社。現在は、イベント、シンポジウム、レセプションの企画制作から司会を担当しているほか、学校法人経専学園経専音楽放送芸術学校で講師をしている。

## 主な担当番組
HTB
- 情報ワイド 早起きDon!Don!
- e朝540
- いばらのもり